# 텔루구어
텔루구어(텔루구어: తెలుగు, 영어: Telugu language)는 인도의 안드라프라데시 주와 텔랑가나 주 및 안다만 니코바르 제도의 공용어이다. 드라비다어족에 속한다.

텔루구어는 힌디어와 벵골어에 이어 인도에서 3번째로 많은 원어민이 사용하는 언어이며 2011년 인구 조사에 따르면 사용자 수는 약 8200만 명에 이른다. 원어민 수에 따른 에스놀로그 언어 목록에서 15 위를 차지했다. 드라비다 어족에서 가장 널리 사용되는 인도의 22 개 공용어 중 하나이다. 또한 미국에서 화자 수가 매우 빠르게 증가하는 언어이다. 텔루구 어로 약 10,000 개의 식민지 이전 비문이 존재한다.

## 문자

텔루구 문자

텔루구어는 브라흐미 문자에서 발전된 텔루구 문자를 사용한다. 브라흐미 문자는 본래 산스크리트어를 표기하기 위해 만들어진 문자로 텔루구어를 표기하는데 어려움이 있었기 때문이다. 텔루구 문자에는 독자적인 숫자 표기도 있다. 

## 어순
어순이 SOV순으로 한국어와 어순이 같다.

## 같이 보기
- 텔루구인
- 모어 화자 수순 인도 언어 목록